# Цао-гун
Цао-гун (кит.: 秦躁公; д/н — 429 до н. е.) — правитель царства Цінь у 443—429 роках до н. е.

## Життєпис
Походив з династії Ін. Старший син Лігун-гуна. Спадкував трон 443 року до н. е. Ймовріно йому невдовзі довелося протистояти молодшому братові Хуаю, який втік до держави Цзінь.
Вів запеклу боротьбу з жунською державою Іцюй за міжріччя Шичуаньхе і Лохе. Про її перебіг відомостей обмаль. 430 року до н. е. війська Іцюй просунулис ядо річці Вей, спробувавши захопити область Вейнань.
Помер Цао-гун 429 року дон. е. Трон перейшов до брата Хуай-гуна.